# Indicatif régional 825
L'indicatif régional 825 est un indicatif téléphonique régional introduit en 2016. Cet indicatif couvre la province de l'Alberta au Canada.
L'indicatif régional 825 fait partie du Plan de numérotation nord-américain.
Cet indicatif est introduit par chevauchement sur les indicatifs 403, 780  et 587 pour pallier l'épuisement des numéros de téléphone dans ces indicatifs.
L'entreprise de services locaux titulaire pour l'indicatif 825 est Telus.

## Historique
Avant 1999, l'indicatif 403 desservait toute la province de l'Alberta, le Yukon et la partie ouest des Territoires du Nord-Ouest, couvrant plus du neuvième de la circonférence de la Terre du 49e parallèle ou Pôle Nord. En 1997, les Territoires du Nord-Ouest ont reçu leur propre indicatif, l'indicatif 867. En 1999, l'indicatif 403 a été scindé de nouveau : le sud de la province a conservé l'indicatif 403 alors que le nord a reçu l'indicatif 780.
La signalisation à 10 chiffres a été introduite de façon optionnelle le 23 juin 2008 dans toute la province de l'Alberta et est devenue obligatoire le 12 septembre 2008. La signalisation à 10 chiffres a été introduite pour permettre l'ajout de nouveaux indicatifs régionaux par chevauchement dans la province.
Le 20 septembre 2008, l'indicatif 587 a été introduit par chevauchement sur les indicatifs 403 et 780. À cette date, Telus Mobility a commencé à assigner des numéros de l'indicatif 587 à de nouveaux clients dans les régions de Calgary et Edmonton.
L'indicatif 825 a été réservé pour pallier l'épuisement des numéros de téléphone dans les indicatifs 403, 780 et 587.